# 旬
旬是中國傳統時間單位。十天為一旬，三旬為一月。
旬的概念從夏朝開始已經存在，在甲骨文中就有旬字。中國古代使用天干紀日，以月亮圓缺的週期確定「月」的時間單位，每十日周而復始，因此專門用一個“旬”字來表示這個概念。現在華人仍然使用旬來表示十天這個時間段。
一個月的第一個十天為上旬，第二個十天為中旬，余下的天數為下旬。
旬還用來指人的年齡，十歲為一旬。引申用法包括旬年代表十年、八旬老翁代表八十歲老先生等。
周代以後也有王室部分後人改以旬為姓。
旬如今也常被用在月份表達上，一年的“中旬”代表5月至8月之間。

## 另見
- 四旬期
- 五旬節